# Little Island (Нью-Йорк)
Little Island (укр. Маленький острів), раніше Pier 55 (укр. Причал 55), стилізовано Little Island @Pier55 (укр. Маленький острів на Причалі 55) — парк в Нью-Йорку, розташований на 132 грибоподібних колонах з бетону, вкопаних у дно річки Гудзон. Спроєктований групою Heatherwick Studio, в яку входить британський дизайнер Томас Хізервік. Розташовується на околиці історичного району Мітпекінґ, у південній частині Мангеттену.
Парк займає площу в 0,97 гектара. Вартість будівництва склала 260 млн доларів. Будівництво профінансував бізнесмен з Нью-Йорка Баррі Діллер разом з дружиною — модельєром Діаною фон Фюрстенберг.
Будівництво парку розпочалось в 2015 році, його планували закінчити в 2018—2019 роках. Однак будівництво затримувалось, зокрема в вересні 2017 року через юридичні процедури та необхідність збільшення бюджету його довелось зупинити доки губернатор Ендрю Куомо не погодився надати співфінансування. В 2019 році парк перейменували в Little Island і відкрили 21 травня 2021 року.

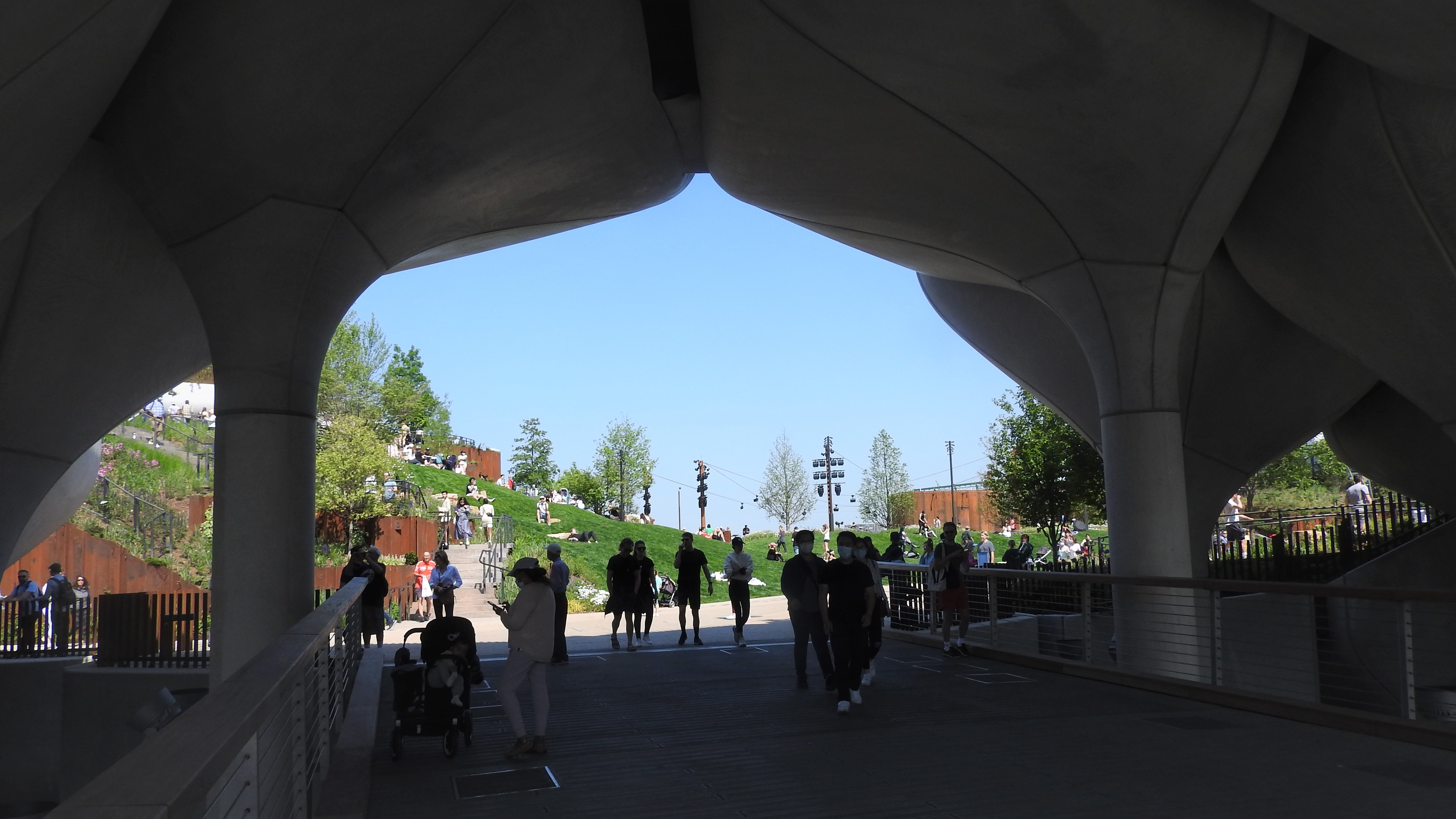
Вхід до парку через пристань
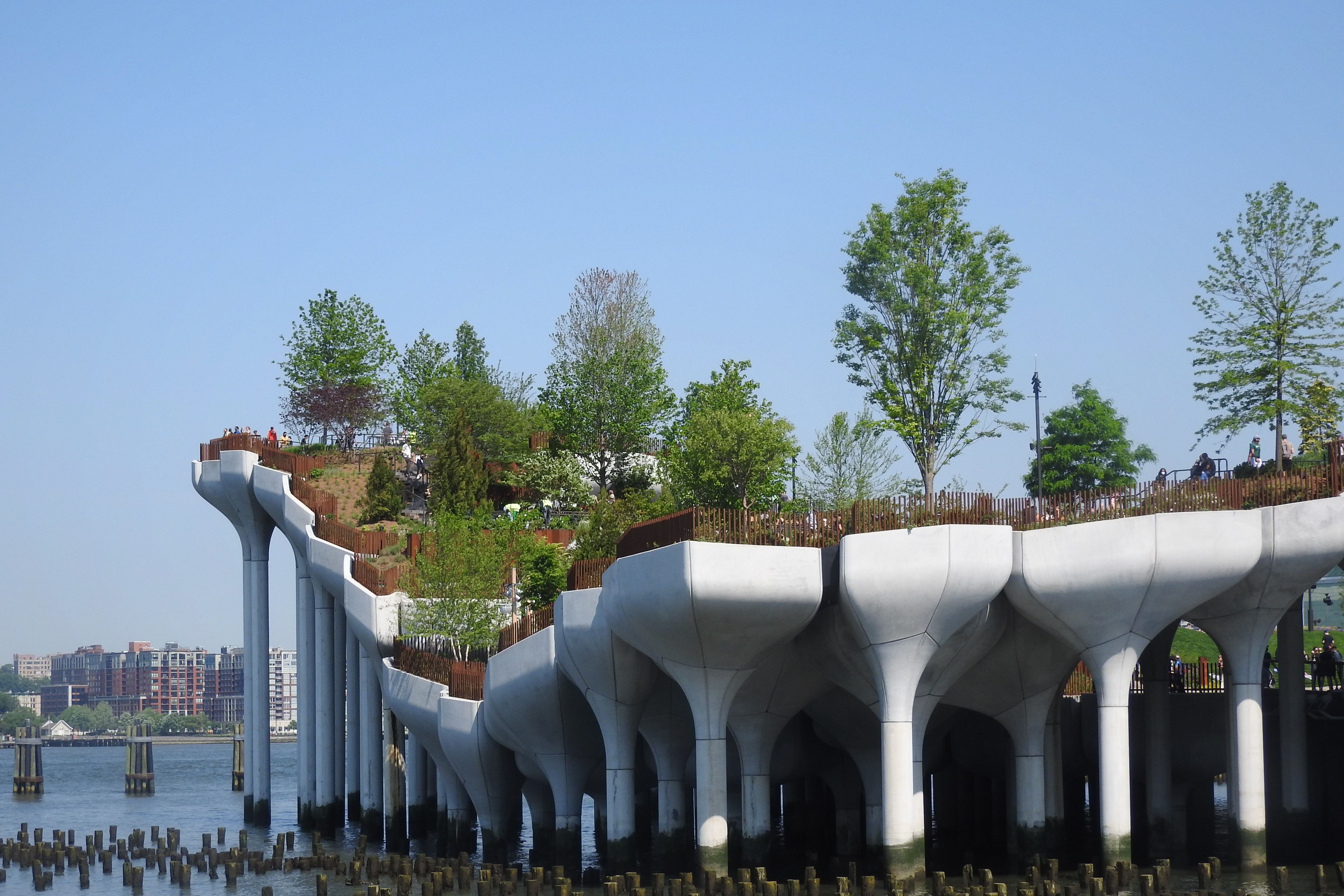
Вид збоку
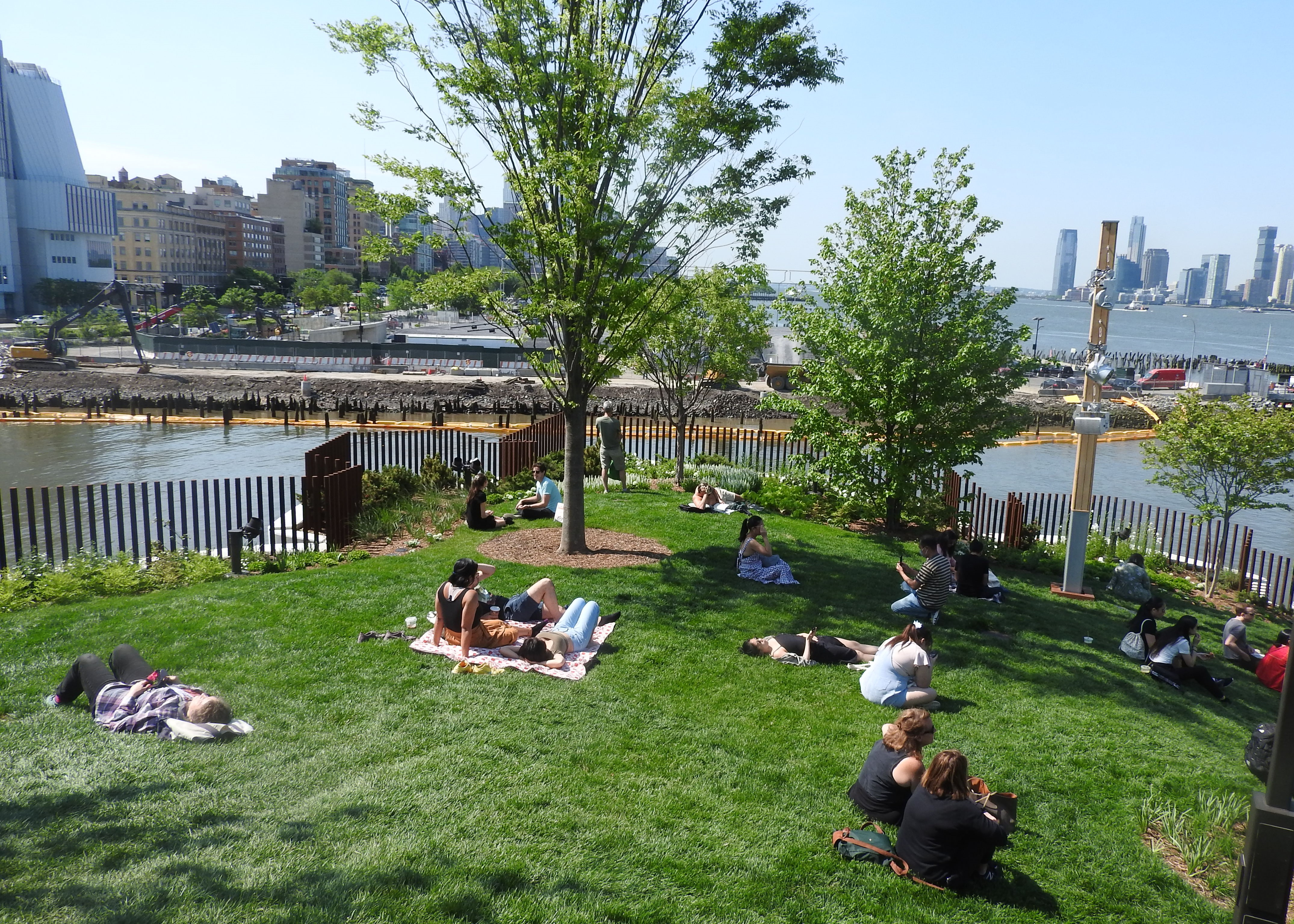
Парк всередині
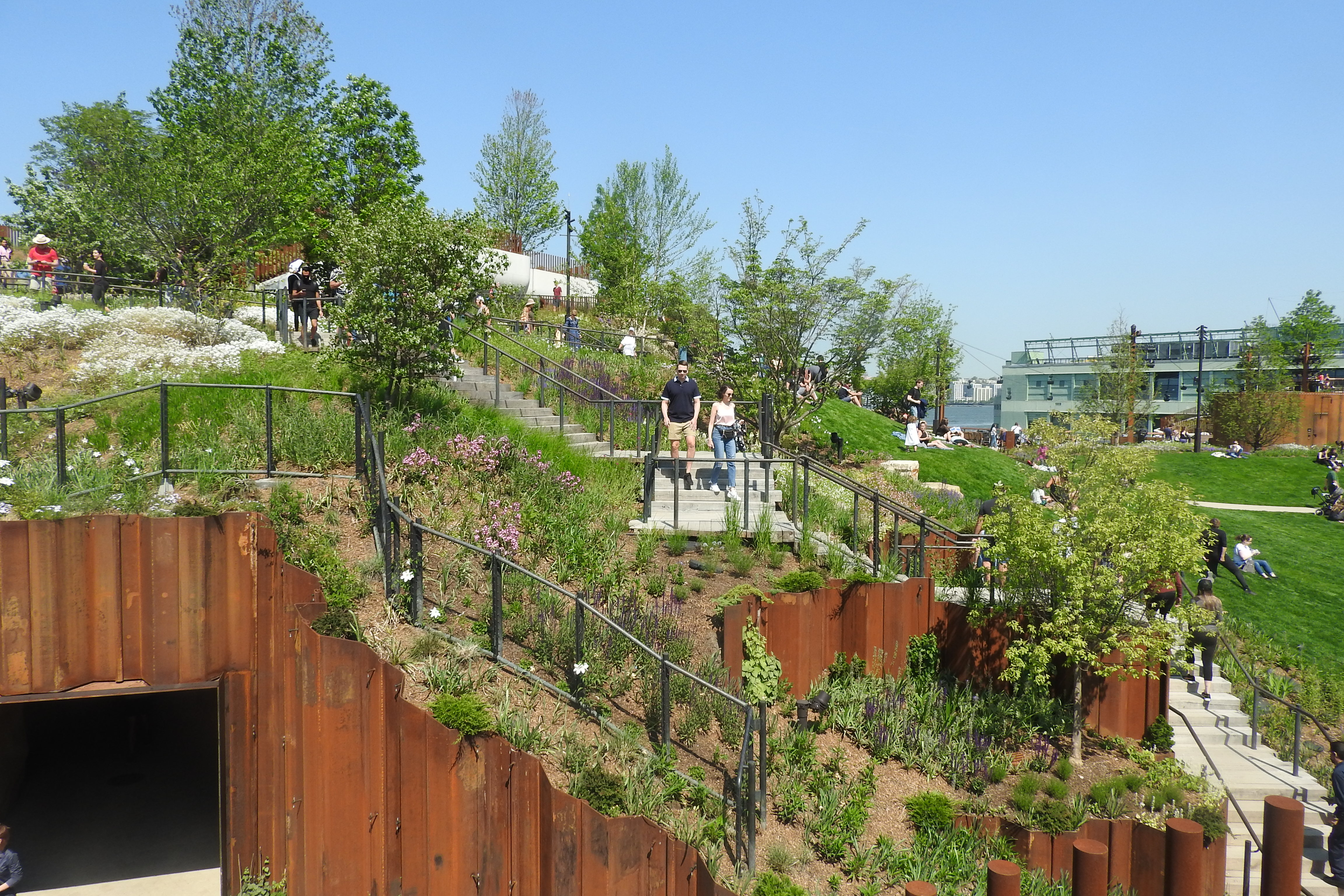
Парк всередині
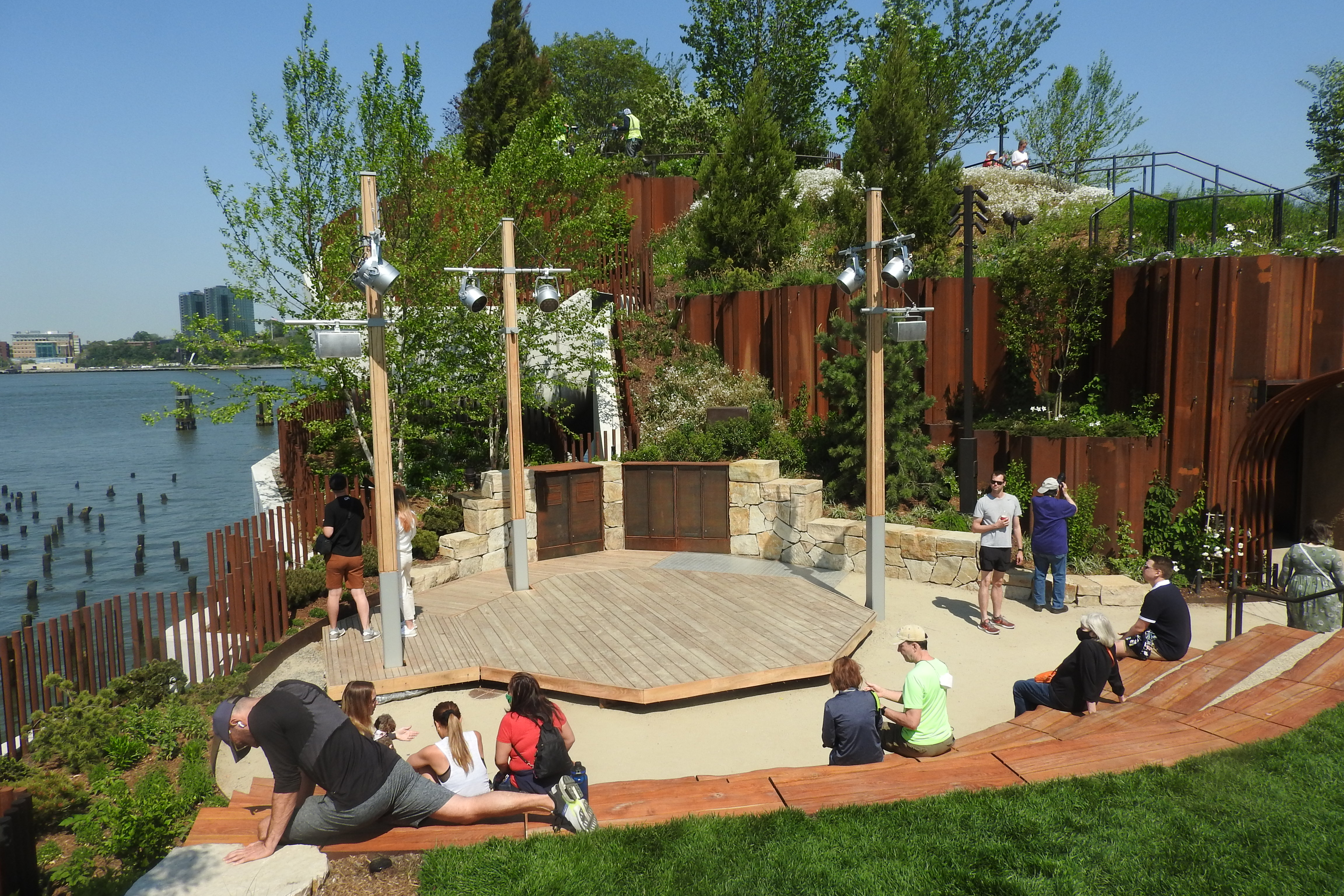
Сцена
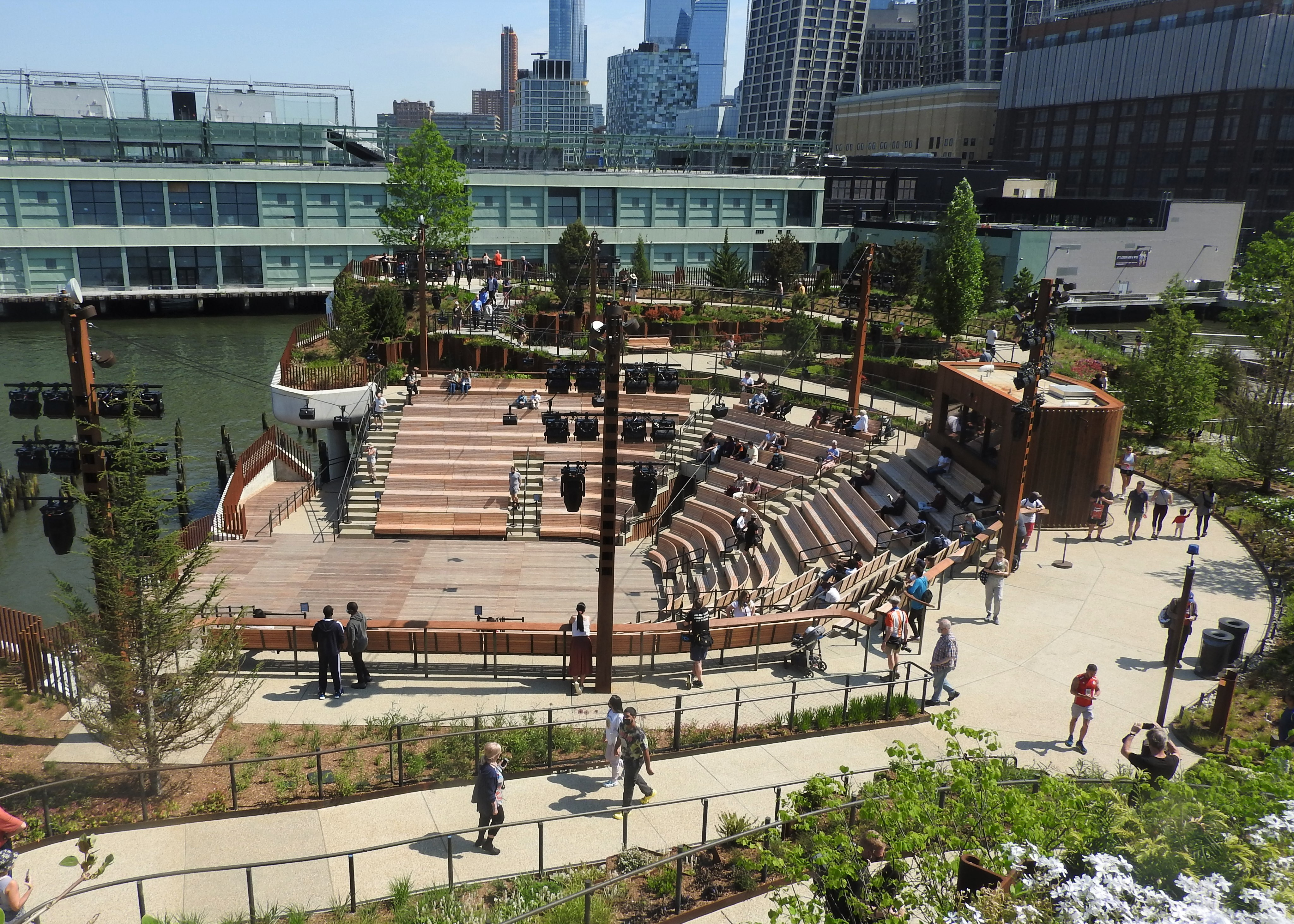
Амфітеатр
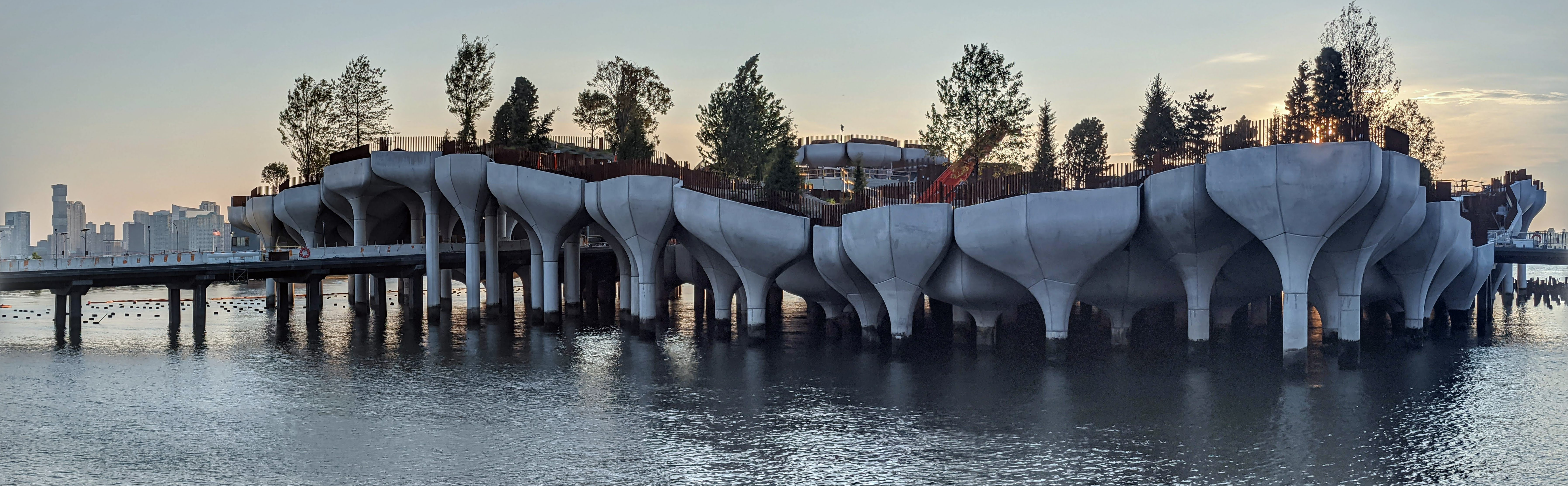
Панорама